# Latiguina gressitti
Latiguina gressitti är en insektsart som beskrevs av Young 1986. Latiguina gressitti ingår i släktet Latiguina och familjen dvärgstritar. Inga underarter finns listade i Catalogue of Life.